# Thorsten Helmert
Thorsten Helmert es un deportista alemán que compitió en vela en la clase Star. Ganó una medalla de bronce en el Campeonato Mundial de Star de 1998.

## Palmarés internacional
| \| Campeonato Mundial \| Campeonato Mundial \| Campeonato Mundial \| Campeonato Mundial \| \| Año \| Lugar \| Medalla \| Clase \| \| ------------------ \| -------------------- \| ------------------ \| ------------------ \| \| 1998 \| Portorož (Eslovenia) \| Medalla de bronce \| Star \| |                      |                   |       |
| Campeonato Mundial |                      |                   |       |
| Año | Lugar                | Medalla           | Clase |
| 1998 | Portorož (Eslovenia) | Medalla de bronce | Star  |